# Nayavada
Pour le jaïnisme, la réalité est multiple suivant le point de vue d'où la pensée se place, par exemple du Moyen Âge ou des temps modernes, le problème pour l'humanité de la famine n'est pas la même. Cette doctrine philosophique de la réalité multiple se nomme : Nayavada.
Un point de vue particulier est connu sous le nom de naya. Le jaïnisme considère que la réalité est un complexe, non seulement en ce sens qu'elle constitue une pluralité (aneka), mais encore du fait qu'elle est l'objet de points de vue multiples (anekânta) : c'est pourquoi il estime que la réalité peut être perçue sous des angles différents, et donc, appréhendée sous certaines réserves.
Comme le naya est le moyen capable de constater vraiment une des caractéristiques d'un objet (sans contradiction), d'un point de vue particulier, les philosophes jaïns ont défini sept naya, qui sont :
- le point de vue personnel d'un individu : naigama,

- le point de vue du commun : samgraha,

- le point de vue pratique : vyavahāra,

- le point de vue momentané : rjusutra,

- le point de vue par les mots : shabda,

- le point de vue étymologique : samabhirudha, proche du point de vue précédent, et

- le point de vue lié au temps présent : evambhuta.

Par exemple : quand on décrit divers ornements en or, du point de vue des modifications de l'or, on parle du point de vue modal (paryâra-naya). Quand les ornements en or sont décrits du point de vue de sa substance, c'est-à-dire de l'or et de ses différentes qualités, on parle du point de vue substantiel (dravya-naya).
On peut aussi parler du point de vue pratique ou du point de vue réaliste, notamment dans les discussions spirituelles. Quand il s'agit du point de vue pratique, ou de bon sens, on parle de vyavahāra-naya, alors que, lorsqu'il s'agit du point de vue pur, ou réaliste, on parle de nishchaya-naya.
Cette doctrine de l'appréhension partielle de la réalité constitue une mise en garde à l'encontre de ceux qui affirment que leur système est unique et qu'il permet de tout comprendre : elle ouvre la voie de la réconciliation des points de vue opposés et de leur harmonisation, en prenant en compte la relativité des différents aspects de la réalité.